# Жан де Монтегю
Жа́н де Монтегю́ (фр. Jean de Montagu; 1350 — 25 октября 1415) — французский священнослужитель, епископ Шартра (1390—1407), архиепископ Санса (1407—1415).

## Биография
Жан де Монтегю был сыном королевского советника Жерара де Монтегю и его супруги Бьет де Кассинель. В течение свое жизни занимал несколько должностей, как религиозных, так и светских, среди которых были должности епископа Шартра (1390—1407), канцлера Франции (1405—1409) и архиепископа Санса (1407—1415). В 1408 году возглавлял духовенство Франции во время собрания церковных иерархов в Париже.
Погиб 25 октября 1415 года в битве при Азенкуре, в которой французы потерпели сокрушительное поражение от англичан.